# 少花黑花糙苏
少花黑花糙苏（学名：Phlomis melanantha var. pauciflora）为唇形科糙苏属下的一个变种。